# Ямамотояма (компания)
Ямамотояма (яп. 株式会社山本山 кабусики-гайся ямамотояма) — японская чайная компания. Занимается выращиванием, производством и продажей чая и водорослей нори. Основана в 1690 году, считает себя старейшей чайной компанией Японии, торгующей сэнтя.
В 1690 году (3 год Гэнроку) семья Ямамото открыла чайную под названием «Магазин Ямамото Кахэя» (яп. 山本嘉兵衛商店) в центре Эдо (нынешний Токио). В 1836 году владелец компании Ямамото Кахэй VI разработал технику производства листового зелёного чая с затенённых кустов, подобно уже существовавшей технологии производства маття. Закрывая чайные кусты от солнечного света на 1—3 недели перед сбором, он создал прототип современного гёкуро.
Во времена сёгуната Токугава чай Ямамотояма считался популярным сувениром из Эдо.
После Второй мировой войны Ямамото Кахэй VIII популяризовал нори в качестве праздничного подарка в Японии.